# حرية الدين في بنغلاديش
بنغلاديش هي دولة ذات أغلبية مسلمة، وتعتمد الإسلام عقيدةً دينية مُعترفًا بها من قبل الأغلبية، ويتبنى الدستور هذه العقيدة ويدعم الحرية الدينية، ويُوفِّر الحقوق بشكل متساوٍ للمواطنين بصرف النظر عن الدين. يُعد الإسلام الديانة الرئيسية في بنغلاديش ويمثل نسبة 90% ولكن 9% من السكان تلتزم بالديانة الهندوسية. تضم الجماعات الدينية الأخرى البوذيين بنسبة 0.6% (معظمهم من التيرافادا)، والمسيحيين بنسبة 0.3% (معظمهم من الروم الكاثوليك)، والمذهب الروحاني بنسبة 0.1%.
تأسست بنغلاديش باعتبارها دولةً علمانية، ولكنها اعتنقت الدين الإسلامي ديناً للدولة في الثمانينيات. أيّدت المحكمة العليا في عام 2010 المبادئ العلمانية لدستور عام 1972، وعززت موقفها من العقوبات الصادرة عن المرسوم الإسلامي (الفتوى)، وذلك بعد استلام العديد من الشكاوى ضد الأحكام الوحشية التي ارتُكبت ضد النساء من قبل محاكم قروية غير شرعية.

## وضع الحرية الدينية

### الإطار القانوني والسياسي
ينصّ الدستور على أن الإسلام هو دين الدولة، ولكنه ينص أيضًا على أنه يمكن ممارسة الديانات الأخرى بشكل منسجم. تلعب الشريعة الإسلامية دورًا في المسائل المدنية المتعلقة بالمجتمع الإسلامي، ولكن لا يوجد تطبيق رسمي لها، ولا تُفرض على غير المسلمين. يحتوي قانون الأسرة على أحكام منفصلة للمسلمين والهندوس والمسيحيين. تختلف قوانين الأسرة المتعلقة بالزواج والطلاق والتبني اعتمادًا على المعتقدات الدينية للأشخاص المعنيين.
ينصّ قانون الأسرة المسلمة مثلًا على أن ترث الإناث أقل مما يرثه الرجال وعلى عدم تمتعهن بحقوق الطلاق كالرجل. يسمح قانون السجن باحتفال السجناء بالمهرجانات الدينية، ويشمل ذلك الحصول على طعام إضافي لأيام العيد أو الإذن بالصيام الديني.
أقرت الحكومة قانون (تعديل) صندوق الرعاية الدينية في عام 2011، ويوفر هذا الصندوق تمويلًا لصندوق الرعاية الدينية المسيحية المُنشأ حديثًا وفقًا لمرسوم صندوق الرعاية الدينية المسيحية لعام 1983. أقرت الحكومة أيضًا قانون إرجاع الممتلكات المكتسبة في عام 2011، والذي يتيح إعادة الممتلكات التي استولى عليها السكان الهندوس في البلاد بالقوة. أقرت الحكومة قانون تسجيل الزواج الهندوسي في عام 2012، والذي يوفر خيارًا للهندوس لتسجيل زيجاتهم في الدولة. كان الهدف من هذا المشروع هو حماية حقوق النساء الهندوس غير المحمية بموجب الزواج الديني. ألغت المحكمة العليا تسجيل الجماعة الإسلامية في عام 2013، وهي أكبر حزب سياسي إسلامي، وحظرته من المشاركة في الانتخابات لانتهاكه الدستور، ولكن الحظر لم يُطبّق في الممارسة العملية.

### التعليم
تُعد الدراسات الدينية إلزامية في التعليم، وجزء من المنهج في جميع المدارس الحكومية. يحضر الطلاب الحصص الدراسية التي يدرسون فيها معتقداتهم الدينية. يُسمح للمدارس التي تضم عددًا قليلاً من الطلاب من مجموعات الأقليات الدينية بإجراء ترتيبات مع الكنائس أو المعابد المحلية لإجراء الدراسات الدينية خارج ساعات الدوام المدرسي.
تدير الحكومة أكاديميات تدريب للأئمة، وترصد محتوى التعليم الديني في المدارس الدينية الإسلامية أو المدارس الدينية الأخرى، وأعلنت عزمها على إجراء تغييرات على المناهج الدراسية بما في ذلك تحديث وتعميم محتوى التعليم الديني.
يوجد هناك عشرات الآلاف من المدارس الدينية التي تمول الحكومة بعضها. ومع ذلك، كان هناك نوعان من المدارس الدينية في البلاد: القومية والعليا. تعمل المدارس الدينية القومية خارج نطاق الحكومة، فتلقت المدارس الدينية العليا الدعم والإشراف على المناهج الدراسية من الحكومة في حين لم تحصل المدارس الدينية القومية على ذلك.
زادت حالات المس الشيطاني بشكل مرتفع لأكثر من 68.89% (المرتبة الخامسة في العالم)، وصدرت تقارير من الحكومة تفيد بارتفاع معدلات الوفيات بسبب عمليات طرد الأرواح الشريرة التي نفّذها الزعماء الدينيين كالأئمة والكهنة.

## اضطهاد

### اضطهاد البوذيين التشاكما
استُخدمت تسمية «الإبادة الجماعية» لوصف الإجراءات التي اتخذتها حكومة بنغلاديش على سكان شيتاغونغ هيل تراكتس الأصليين.

### اضطهاد الهندوس
أدى العنف القائم في عام 2016 ضد اتهامات الإلحاد إلى تدمير 15 معبدًا و100 منزل، وذلك على الرغم من معلومات السلطات التي تشير إلى تضرر 8 معابد و22 منزلًا فقط. يفيد تقرير الصحيفة البريطانية لطب المشافي لعام 2017 إلى قتل ما لا يقل عن 107 أشخاص من الطائفة الهندوسية، وسقوط 31 ضحية للاختفاء القسري وإجبار 782 هندوسي إما على مغادرة البلاد أو هُددوا بالطرد. وأُجبر 23 شخصًا أيضًا على تغيير دياناتهم. وأنبأت الدراسة على اغتصاب ما لا يقل عن 25 امرأة وطفلًا هندوسيًا، وتدمير 235 معبدًا وتمثالًا خلال العام. قُدِّر إجمالي عدد الأعمال الوحشية التي وقعت في المجتمع الهندوسي في عام 2017 بحوالي 6474، وأُحرِقت ثمانية منازل تابعة لعائلات هندوسية في ثاكورجاون وحدها خلال انتخابات بنغلاديش لعام 2019.

### اضطهاد المسيحيين
تحتل بنغلاديش المرتبة 41 في قائمة الرقابة العالمية للاضطهاد الديني للمسيحيين بين الإمارات والجزائر. قُتل أربعة أشخاص بسبب عقيدتهم المسيحية في عام 2016، ويتزايد اضطهاد المسيحيين بتزايد عددهم.

### اضطهاد الأحمديين
استُهدف الأحمديون بمختلف الاحتجاجات وأعمال العنف، وطالبت الجماعات الإسلامية الأصولية بالإعلان رسمياً عن الأحمديين بأنهم كفار.

### اضطهاد الملحدين
اُغتيل عدد من الملحدين البنغلاديشيين، وتوجد قائمة اغتيالات صادرة عن المنظمة الإسلامية البنغلاديشية التي تُدعى فريق أنصار الله البنغالي. غادر الناشطون الملحدون من بنغلاديش تحت تهديد الاغتيال.